# Lissotes macrocephalus
Lissotes macrocephalus es una especie de coleóptero de la familia Lucanidae.

## Distribución geográfica
Habita en Tasmania (Australia).